# Gaudenzdorf
Gaudenzdorf ist ein Bezirksteil des 12. Wiener Gemeindebezirks, Meidling, und eine der 89 Wiener Katastralgemeinden. Der Ort war bis 1890/1892 eine selbstständige Gemeinde.

## Geografie
Gaudenzdorf liegt am Wienfluss im Nordosten des Gemeindebezirks. Die Katastralgemeinde erstreckt sich über eine Fläche von 27,54 ha. Der Grenzverlauf des statistischen Zählbezirks Gaudenzdorf weicht geringfügig von jenem der Katastralgemeinde ab. Im Jahr 2001 hatte der Zählbezirk Gaudenzdorf 3430 Einwohner und insgesamt 275 Gebäude.

## Geschichte

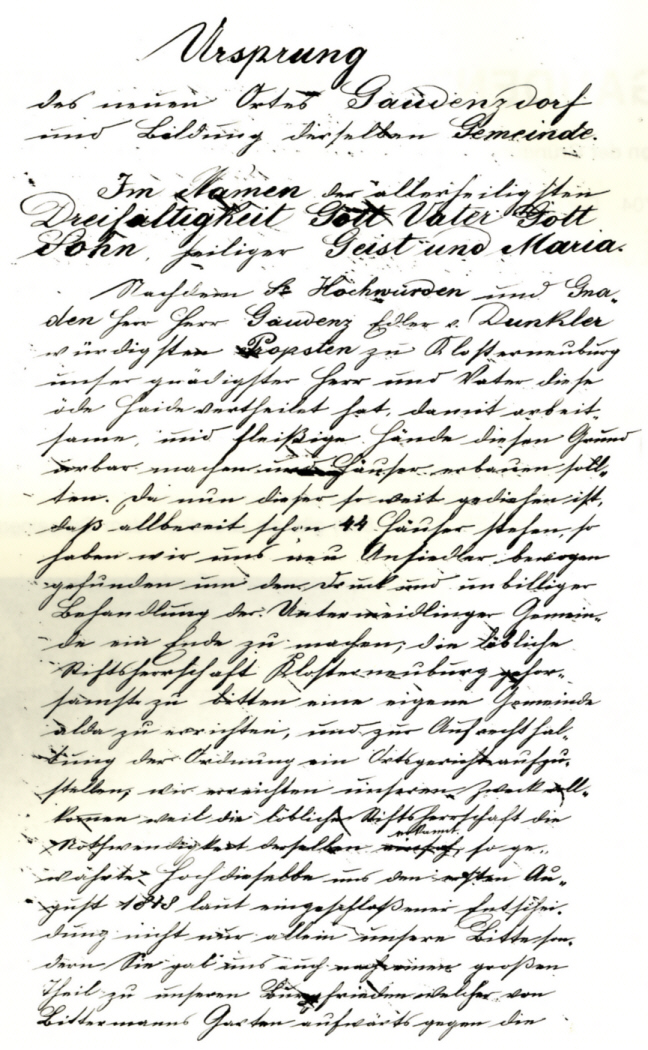
Gründung durch das Stift Klosterneuburg

Auf dem Gebiet des späteren Gaudenzdorf befand sich einst der Ort Meinhartsdorf, der sich entlang der heutigen Schönbrunner Straße bis zur Längenfeldgasse erstreckte. 1812 entstand am heutigen Gaudenzdorfer Gürtel das Gasthaus „Zum grünen Baum“. 1818 zählte das vor der Hundsturmer Linie gelegene Neu-Meidling bereits 44 Häuser.
Am 24. Jänner 1819 wurde dieser Teil der Gemeinde Untermeidling abgetrennt und konstituierte sich als selbstständige Gemeinde mit dem Namen Gaudenzdorf. Der Name wurde zu Ehren des Grundherrn, des Klosterneuburger Propstes Gaudentius Andreas Dunkler, gewählt. Gaudenzdorf lag damals zwischen der Arndtstraße im Süden und der Diefenbachgasse (heute im 15. Bezirk) im Norden, befand sich also an beiden Ufern des Wienflusses.
In der Folge entwickelte sich der Ort dynamisch. Über den Wienfluss wurden 1819 der bis heute bestehende Storchensteg und 1831 der seit 1969 wegen der Verbreiterung der Linken Wienzeile nicht mehr bestehende Kobingersteg errichtet, die die beiden durch den Fluss getrennten Ortsteile verbanden. 1836 gründete Josef Leopold Gierster ein Brauhaus und einen terrassenförmig angelegten Gasthausgarten mit Tanzsälen, die sich großer Beliebtheit erfreuten. Im selben Jahr entstand auch die erste Schule des Ortes (heute Schönbrunner Straße 187).
| Amtszeit  | Name                |
| --------- | ------------------- |
| 1819      | Adam Kobinger       |
| 1846–1847 | Friedrich Kollmayer |
| 1847–1848 | Johann Korber       |

| Amtszeit  | Name                   |
| --------- | ---------------------- |
| 1850–1861 | Josef Leopold Gierster |
| 1861–1880 | Johann Steinhage       |
| 1881–1891 | Michael Bernhard       |

Während der Märzrevolution 1848 kam es auch in Gaudenzdorf zu Unruhen. Es bildeten sich Arbeiterversammlungen, am 14. März wurden einige Gastwirtschaften und Tabaktrafiken geplündert. Im Oktober kam es wieder zu Krawallen von Handwerkern und Arbeitern, die mit den Arbeitsverhältnissen höchst unzufrieden waren. Schließlich richtete das Infanterieregiment Latour unter Graf Colloredo-Mannsfeld beim Hundsturmer Friedhof ein Blutbad unter den Nationalgardisten an.
Die Industrialisierung setzte 1855 mit der Gründung des Gaudenzdorfer Gaswerks ein. 1856 folgte die Ölfabrik Guttmann und 1857 die Fabrik des Gottlieb Taussig, die Seife und Kerzen herstellte. 1866 wurde von Gerbern die erste Gewerkschaft in Gaudenzdorf gegründet, und es kam zu ersten Streiks. 1870 entstand in der Schönbrunner Straße 189 die zweite Schule Gaudenzdorfs, 1871 in der Haebergasse 1 ein Kindergarten. Von 1873 bis 1921 bestand die Gaudenzdorfer (Freiwillige) Feuerwehr.
Eine Pferdestraßenbahn fuhr seit 1883 von der Hundsturmer Linie zum Schloss Schönbrunn durch den Ort, eine zweite querte seit 1885 vom Meidlinger Bahnhof kommend Gaudenzdorf. Seit 1884 fuhr eine Dampftramway von Gaudenzdorf bis ins südlich von Wien gelegene Wiener Neudorf.

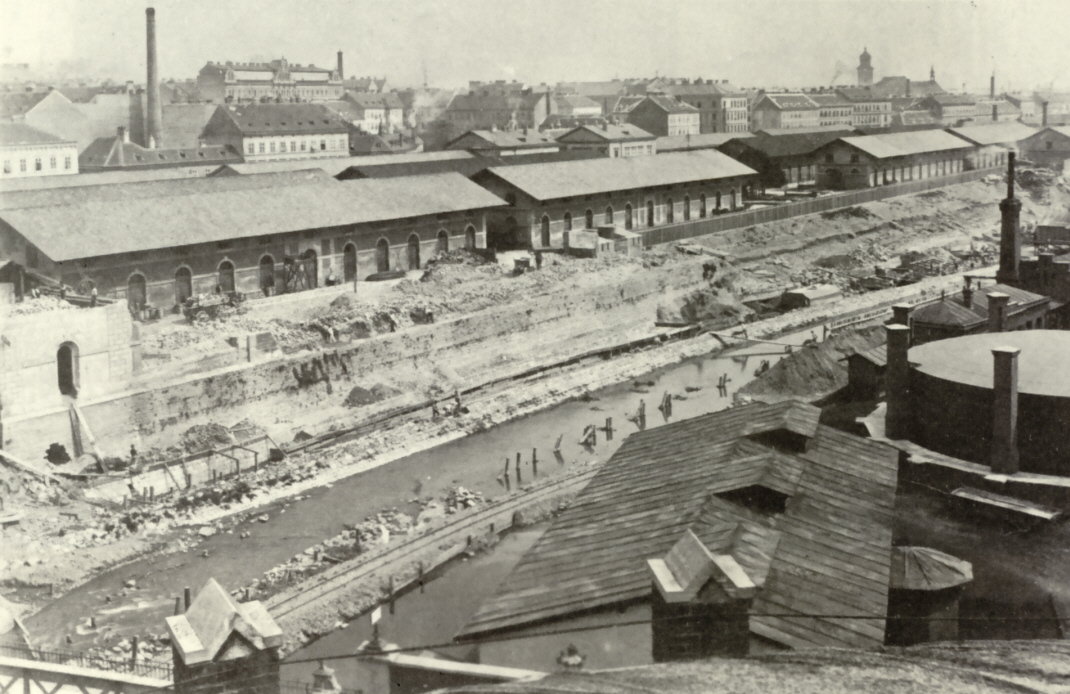
Wienflussregulierung bei Gaudenzdorf (1894–1898)

Am 19. Dezember 1890 wurde das bis dahin selbstständige Gaudenzdorf im Rahmen einer großen Erweiterung Wiens am rechten Donauufer vom niederösterreichischen Landtag mit Wien vereinigt. In Wien wurde es mit Wirkung vom 1. Jänner 1892 dem neuen 12. Wiener Gemeindebezirk Meidling zugeordnet.
1905 trennte man den nördlich des Wienflusses gelegenen und bis an die Diefenbachgasse reichenden Ortsteil Neu-Gaudenzdorf ab und schlug ihn dem damaligen 14. Bezirk (heute 15. Bezirk) zu, wodurch ungefähr 20 % der Fläche an Sechshaus verlorengingen.
An den einstigen Ort Gaudenzdorf erinnert heute noch der Straßenname Gaudenzdorfer Gürtel.

## Bevölkerung
Die ersten Bewohner von Gaudenzdorf waren vornehmlich Fischer und Wäscherinnen, die ihr Gewerbe am Wienfluss ausübten. Mit dem Zuzug von Färbern und Gerbern, die ihre Abwässer in den Fluss leiteten, veränderte sich die Bevölkerungsstruktur, denn den früheren Berufen wurde damit die Grundlage entzogen (die Fische starben aus; das Wasser war zum Waschen zu sehr verschmutzt). Aus den Handwerksbetrieben entwickelte sich allmählich eine beginnende Industrialisierung.
Die Entwicklung des nicht einmal 100 Jahre bestehenden Ortes zeigt sich an den Bevölkerungszahlen: 1818 hatte Gaudenzdorf 44 Häuser, 1831 1642 Einwohner und 168 Häuser, 1852 6006 Einwohner und 263 Häuser, 1860 11692 Einwohner und 288 Häuser, 1880 12377 Einwohner und 296 Häuser, 1885 12739 Einwohner und 312 Häuser, und schließlich 1890 12455 Einwohner.

## Wappen
Das Wappen von Gaudenzdorf stellt den Heiligen Johannes von Nepomuk dar. Dieser Heilige wurde deswegen gewählt, weil der Ort am Wasser (Wienfluss) lag und der Gefahr von Überschwemmungen besonders ausgesetzt war. Der Heilige, der meist an Brücken verehrt wurde, sollte vor der Gefahr des Wassers schützen.

## Persönlichkeiten

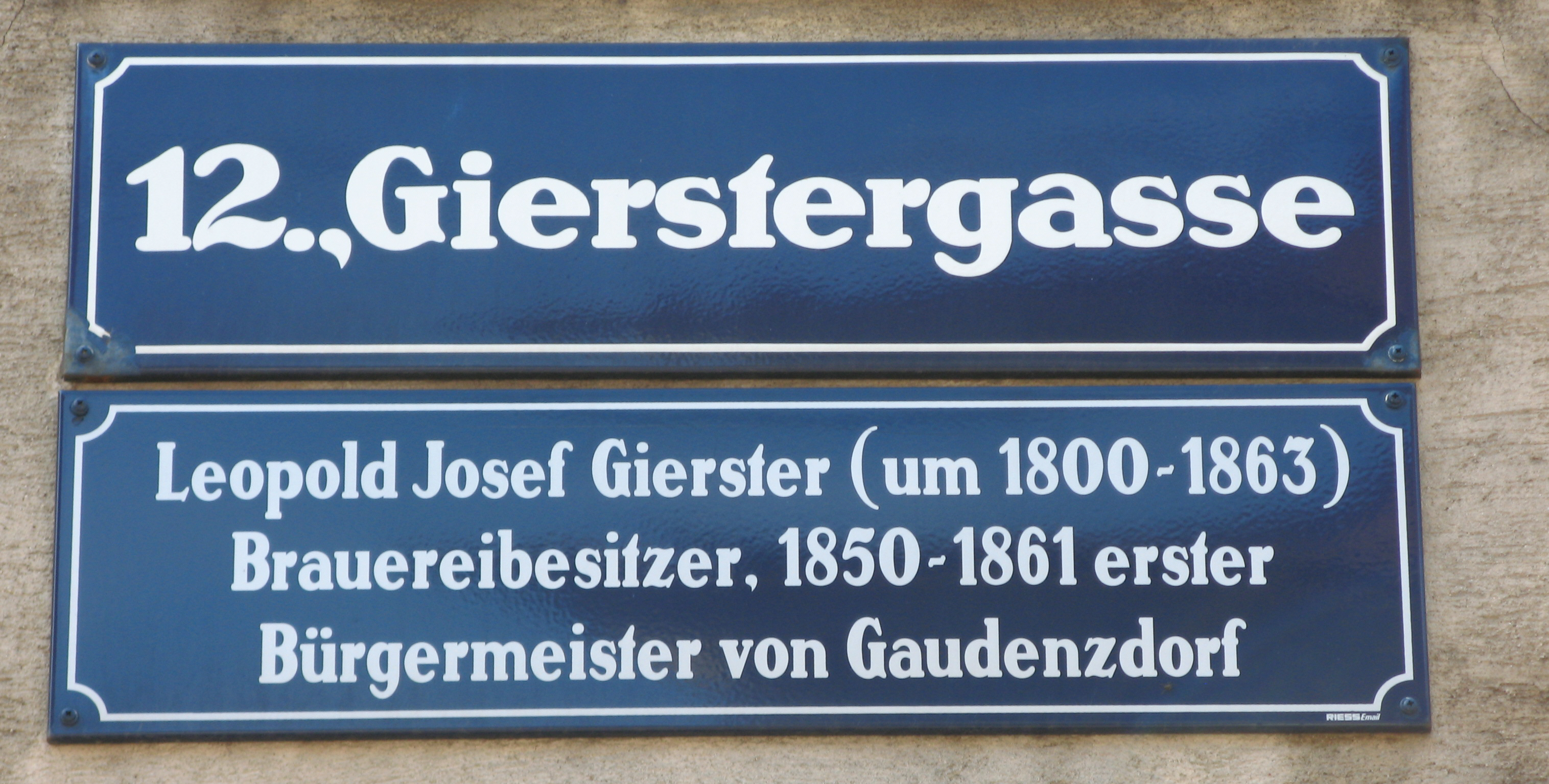
Straßentafel Gierstergasse

- Georg Danzer (1946–2007), Liedermacher
- Emma Eckstein (1865–1924), Sigmund-Freud-Schülerin
- Josef Leopold Gierster (um 1800–1863), Brauereibesitzer, Bürgermeister von Gaudenzdorf
- Leopoldine Glöckel (1871–1937), Politikerin
- Otto Glöckel (1874–1935), Politiker und Schulreformer
- Anton Hlavaček (1842–1926), Maler
- Hermann Leopoldi (1888–1959), Komponist, Kabarettist und Klavierhumorist
- Carl Lorens (1851–1909), Volkssänger, Volksdichter und Komponist
- Rudolf Strunz (1881–1936), Politiker
- Fritz Stüber-Gunther (1872–1922), Schriftsteller